# Louis Dufour-Vernes
Louis Dufour-Vernes (1er septembre 1839, Genève - 12 juillet 1909, Genève) est un archiviste et historien genevois.

## Biographie
Fils du banquier Édouard Dufour, frère de  Théophile Dufour et neveu de Théophile Heyer, Louis Dufour épouse en 1862 Amélie Pauline Vernes, petite-fille de François Vernes.
Après avoir suivi ses études à l'Académie de Genève, il devient sous-archiviste en 1879, puis archiviste d'État en 1885. 
Il engage l'entière réorganisation des Archives d'État de Genève (organisation, classement, planification, aménagement des locaux) et réalise notamment l'inventaire des différents fonds et répertoires.
Il est fait docteur honoris causa de l'université de Genève en 1904.

## Publications
- Recherches sur J.-J. Rousseau et sa parenté (1878)
- Généalogie de la famille Paccard de Genève (1901)
- Recueil généalogique suisse (1902)
- Les défenseurs de Genève à l'Escalade (1902)
- Tableaux généalogiques indiquant jusqu'au degré sucessible français (12e degré) les liens de parenté de la famille Sautter (1906))
- L'ancienne Genève, 1535-1798 : fragments historiques (1909)